# Avenida Elder (línea Pelham)
Avenida Elder es una estación en la línea Pelham del Metro de Nueva York de la División A del Interborough Rapid Transit Company. La estación se encuentra localizada en el barrio Soundview, Bronx y entre la Avenida Elder y la Avenida Westchester. La estación es servida en varios horarios por diferentes trenes del servicio .